# Pentechinus
Pentechinus is een geslacht van uitgestorven zee-egels uit de familie Temnopleuridae.